# Liste des longs métrages indiens proposés à l'Oscar du meilleur film international

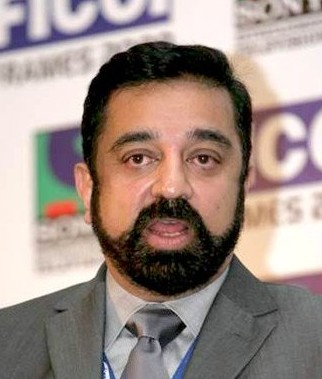
Kamal Haasan.

Cet article présente la liste des longs métrages indiens proposés à l'Oscar du meilleur film international.

## Films proposés
L'Inde a soumis des films pour l'Oscar du meilleur film en langue étrangère dès la 30e édition en 1958. Elle a ainsi proposé 48 films pour concourir dans cette catégorie. Parmi eux, seuls trois films, Mother India (1958), Salaam Bombay! (1989) et Lagaan (2001), ont été nommés et aucun n'a encore remporté l'Oscar.
L'Academy of Motion Picture Arts and Sciences (AMPAS), qui remet les Oscars du cinéma invite depuis 1958 les industries cinématographiques de tous les pays du monde à proposer le meilleur film de l'année pour concourir à l'Oscar du meilleur film en langue étrangère (autre que l'anglais). Le comité du prix supervise le processus et valide les films soumis. Par la suite, un vote à bulletin secret détermine les cinq nommés dans la catégorie, avant que le film lauréat ne soit élu par l'ensemble des membres de l'AMPAS, et que l'Oscar ne soit décerné lors de la cérémonie annuelle.
| Année (Cérémonie) | Titre français                | Titre original   | Langue    | Réalisateur                | Résultat       |
| ----------------- | ----------------------------- | ---------------- | --------- | -------------------------- | -------------- |
| 1958 (30e)        | Mother India                  | मदर इंडिया          | hindi     | Mehboob Khan               | Nomination     |
| 1959 (31e)        | Madhumati (hi)                | मधुमती             | hindi     | Bimal Roy                  | Non nommé      |
| 1960 (32e)        | Le Monde d'Apu                | অপুর সংসার          | bengali   | Satyajit Ray               | Non nommé      |
| 1964 (36e)        | Sahib Bibi Aur Ghulam         | साहिब बीबी और ग़ुलाम    | hindi     | Abrar Alvi                 | Non nommé      |
| 1965 (37e)        | La Grande Ville               | মহানগর            | bengali   | Satyajit Ray               | Non nommé      |
| 1966 (38e)        | Guide                         | गाइड              | hindi     | Vijay Anand                | Non nommé      |
| 1967 (39e)        | Amparali (hi)                 | आम्रपाली            | hindi     | Lekh Tandon (en)           | Non nommé      |
| 1968 (40e)        | Aakhri Khat (hi)              | आख़री ख़त           | hindi     | Chetan Anand               | Non nommé      |
| 1969 (41e)        | Majhli Didi (en)              | मझली दीदी           | hindi     | Hrishikesh Mukherjee       | Non nommé      |
| 1970 (42e)        | Deiva Magan (ta)              | தெய்வ மகன்          | tamoul    | A. C. Tirulokchandar       | Non nommé      |
| 1971 (43e)        | Reshma Aur Shera              | रेशमा और शेरा        | hindi     | Sunil Dutt                 | Non nommé      |
| 1972 (44e)        | Uphaar (hi)                   | उपहार             | hindi     | Sudhendu Roy               | Non nommé      |
| 1973 (45e)        | Saudagar                      | सौदागर             | hindi     | Sudhendu Roy               | Non nommé      |
| 1977 (49e)        | Vents chauds                  | گرم ہوا          | ourdou    | M. S. Sathyu (en)          | Non nommé      |
| 1978 (50e)        | Manthan                       | मंथन              | hindi     | Shyam Benegal              | Non nommé      |
| 1980 (52e)        | Les Joueurs d'échecs          | शतरंज के खिलाड़ी       | hindi     | Satyajit Ray               | Non nommé      |
| 1984 (56e)        | Payal Ki Jhankaar (en)        | पायल की झंकार        | hindi     | Satyen Bose (en)           | Non nommé      |
| 1985 (57e)        | Saaransh                      | सारांश              | hindi     | Mahesh Bhatt               | Non nommé      |
| 1986 (58e)        | Saagar                        | सागर              | hindi     | Ramesh Sippy               | Non nommé      |
| 1987 (59e)        | Swati Mutyam (te)             | స్వాతి ముత్యం          | télougou  | Kasinadhuni Viswanath (en) | Non nommé      |
| 1988 (60e)        | Nayagan                       | நாயகன்             | tamoul    | Mani Ratnam                | Non nommé      |
| 1989 (61e)        | Salaam Bombay!                | सलाम बॉम्बे          | hindi     | Mira Nair                  | Nomination     |
| 1990 (62e)        | Parinda                       | परिंदा              | hindi     | Vidhu Vinod Chopra         | Non nommé      |
| 1991 (63e)        | Anjali (ta)                   | அஞ்சலி             | tamoul    | Mani Ratnam                | Non nommé      |
| 1992 (64e)        | Henna (hi)                    | हिना               | hindi     | Randhir Kapoor             | Non nommé      |
| 1993 (65e)        | Thevar Magan (ta)             | தேவர் மகன்          | tamoul    | Bharathan                  | Non nommé      |
| 1994 (66e)        | Rudaali                       | रुदाली              | hindi     | Kalpana Lajmi              | Non nommé      |
| 1995 (67e)        | La Reine des bandits          | बैंडिट क्वीन          | hindi     | Shekhar Kapur              | Non nommé      |
| 1996 (68e)        | Kuruthipunal (ta)             | குருதிப்புனல்          | tamoul    | P.C. Sreeram (en)          | Non nommé      |
| 1997 (69e)        | Indian                        | இந்தியன்            | tamoul    | S. Shankar                 | Non nommé      |
| 1998 (70e)        | Guru (ml)                     | ഗുരു               | malayalam | Rajiv Anchal (en)          | Non nommé      |
| 1999 (71e)        | Jeans                         | ஜீன்ஸ்              | tamoul    | S. Shankar                 | Non nommé      |
| 2000 (72e)        | Earth                         | 1947: अर्थ        | hindi     | Deepa Mehta                | Non nommé      |
| 2001 (73e)        | Hey Ram                       | ஹே ராம்             | tamoul    | Kamal Haasan               | Non nommé      |
| 2002 (74e)        | Lagaan,                       | लगान              | hindi     | Ashutosh Gowariker         | Nomination     |
| 2003 (75e)        | Devdas                        | देवदास             | hindi     | Sanjay Leela Bhansali      | Non nommé      |
| 2005 (77e)        | Shwaas (mr)                   | श्वास              | marathi   | Sandeep Sawant (en)        | Non nommé      |
| 2006 (78e)        | Paheli, le fantôme de l'amour | पहेली              | hindi     | Amol Palekar               | Non nommé      |
| 2007 (79e)        | Rang De Basanti               | रंग दे बसंती         | hindi     | Rakeysh Omprakash Mehra    | Non nommé      |
| 2008 (80e)        | Eklavya,                      | एकलव्य: दी रॉयल गार्ड | hindi     | Vidhu Vinod Chopra         | Non nommé      |
| 2009 (81e)        | Taare Zameen Par,             | तारे ज़मीन पर        | hindi     | Aamir Khan                 | Non nommé      |
| 2010 (82e)        | Harishchandrachi Factory      | हरिश्‍चंद्राची फॅक्टरी      | marathi   | Paresh Mokashi (en)        | Non nommé      |
| 2011 (83e)        | Peepli Live (hi),             | पीपली लाइव          | hindi     | Anusha Rizvi (en)          | Non nommé      |
| 2012 (84e)        | Adaminte Makan Abu (ml)       | ആദാമിന്റെ മകൻ അബു     | malayalam | Salim Ahamed (en)          | Non nommé      |
| 2013 (85e)        | Barfi!                        | बर्फी!             | hindi     | Anurag Basu                | Non nommé      |
| 2014 (86e)        | The Good Road                 | ધી ગુડ રોડ          | gujarati  | Gyan Correa (en)           | Non nommé      |
| 2015 (87e)        | Liar's Dice                   | लायर्स डाइस         | hindi     | Geetu Mohandas (en)        | Non nommé      |
| 2016 (88e)        | Court                         | कोर्ट              | marathi   | Chaitanya Tamhane          | Non nommé      |
| 2017 (89e)        | Visaranai (ta)                | விசாரணை             | tamoul    | Vetrimaaran (en)           | Non nommé      |
| 2018 (90e)        | Newton (hi)                   | न्यूटन             | hindi     | Amit V Masurkar (en)       | Non nommé      |
| 2019 (91e)        | Village Rockstars (as)        | বিলেজ ৰকষ্টাৰ্স       | assamais  | Rima Das (en)              | Non nommé      |
| 2020 (92e)        | Gully Boy                     | गली बॉय            | hindi     | Zoya Akhtar                | Non nommé      |
| 2021 (93e)        | Jallikattu (ml)               | ജല്ലിക്കട്ട്          | malayalam | Lijo Jose Pellissery (en)  | Non nommé      |
| 2022 (94e)        | Koozhangal (ta)               | கூழாங்கல்            | tamoul    | P. S. Vinothraj            | Non nommé      |
| 2023 (95e)        | Last Film Show (en)           | છેલ્લો શો            | gujarati  | Pan Nalin                  | Préselectionné |
| 2024 (96e)        | 2018 (ml)                     | বিলেজ ৰকষ্টাৰ্স       | malayalam | Jude Anthany Joseph (en)   | Non nommé      |
| 2025 (97e)        | Laapataa Ladies (hi)          | लापता लेडीज          | hindi     | Kiran Rao                  | Non nommé      |